# U-359 (tàu ngầm Đức)
U-359 là một tàu ngầm tấn công  Lớp Type VII thuộc phân lớp Type VIIC được Hải quân Đức Quốc Xã chế tạo trong Chiến tranh Thế giới thứ hai. Nhập biên chế năm 1942, nó chỉ thực hiện được ba chuyến tuần tra và không đánh chìm được mục tiêu nào trước khi bị một thủy phi cơ PBM Mariner của Hải quân Hoa Kỳ đánh chìm trong vùng biển Caribe vào ngày 26 tháng 7, 1943.

## Thiết kế và chế tạo

### Thiết kế

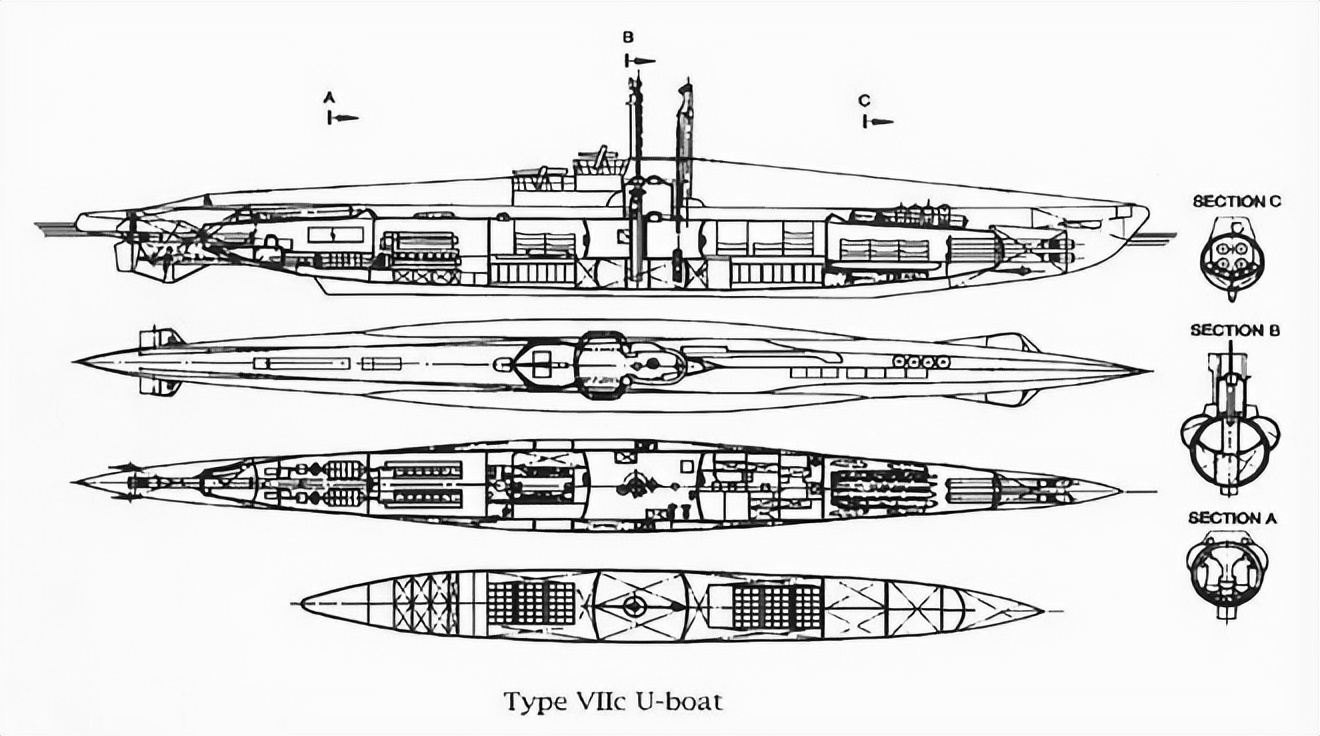
Sơ đồ các mặt cắt một tàu ngầm Type VIIC

Phân lớp VIIC của Tàu ngầm Type VII là một phiên bản VIIB được kéo dài thêm. Chúng có trọng lượng choán nước 769 t (757 tấn Anh) khi nổi và 871 t (857 tấn Anh) khi lặn). Con tàu có chiều dài chung 67,10 m (220 ft 2 in), lớp vỏ trong chịu áp lực dài 50,50 m (165 ft 8 in), mạn tàu rộng 6,20 m (20 ft 4 in), chiều cao 9,60 m (31 ft 6 in) và mớn nước 4,74 m (15 ft 7 in).
Chúng trang bị hai động cơ diesel Germaniawerft F46 siêu tăng áp 6-xy lanh 4 thì, tổng công suất 2.800–3.200 PS (2.100–2.400 kW; 2.800–3.200 bhp), dẫn động hai trục chân vịt đường kính 1,23 m (4,0 ft), cho phép đạt tốc độ tối đa 17,7 kn (32,8 km/h), và tầm hoạt động tối đa 8.500 nmi (15.700 km) khi đi tốc độ đường trường 10 kn (19 km/h). Khi đi ngầm dưới nước, chúng sử dụng hai động cơ/máy phát điện AEG GU 460/8-276 tổng công suất 750 PS (550 kW; 740 shp). Tốc độ tối đa khi lặn là 7,6 kn (14,1 km/h), và tầm hoạt động 80 nmi (150 km) ở tốc độ 4 kn (7,4 km/h). Con tàu có khả năng lặn sâu đến 230 m (750 ft).
Vũ khí trang bị có năm ống phóng ngư lôi 53,3 cm (21 in), bao gồm bốn ống trước mũi và một ống phía đuôi, và mang theo tổng cộng 14 quả ngư lôi, hoặc tối đa 22 quả thủy lôi TMA, hoặc 33 quả TMB. Tàu ngầm Type VIIC bố trí một hải pháo 8,8 cm SK C/35 cùng một pháo phòng không 2 cm (0,79 in) trên boong tàu. Thủy thủ đoàn bao gồm 4 sĩ quan và 40-56 thủy thủ.

### Chế tạo
U-359 được đặt hàng vào ngày 6 tháng 8, 1940, và được đặt lườn tại xưởng tàu của hãng Flensburger Schiffbau-Gesellschaft ở Flensburg vào ngày 9 tháng 6, 1941. Nó được hạ thủy vào ngày 11 tháng 6, 1942, và nhập biên chế cùng Hải quân Đức Quốc Xã vào ngày 5 tháng 10, 1942 dưới quyền chỉ huy của Hạm trưởng, Trung úy Hải quân Heinz Förster.

## Lịch sử hoạt động
Sau khi hoàn tất việc huấn luyện và chạy thử máy trong thành phần Chi hạm đội U-boat 8, U-359 được điều sang Chi hạm đội U-boat 7 để hoạt động trên tuyến đầu từ ngày 1 tháng 3, 1943.

### Chuyến tuần tra thứ nhất
U-358 xuất phát từ cảng Kiel, Đức vào ngày 4 tháng 2, 1943 cho chuyến tuần tra đầu tiên trong chiến tranh. Nó tiến ra Bắc Hải, rồi băng qua khe GIUK giữa quần đảo Faroe và Iceland để hoạt động tại khu vực giữa Bắc Đại Tây Dương về phía Nam Greenland. Chiếc tàu ngầm kết thúc chuyến tuần tra và đi đến cảng St. Nazaire bên bờ Đại Tây Dương của Pháp đã bị Đức chiếm đóng, đến nơi vào ngày 18 tháng 3.

### Chuyến tuần tra thứ hai
Chuyến tuần tra tiếp theo của U-358 diễn ra từ ngày 19 tháng 4 đến ngày 20 tháng 5, cùng xuất phát và kết thúc tại St. Nazaire. Chiếc tàu ngầm đã hoạt động tại khu vực giữa Bắc Đại Tây Dương. Trong cả hai chuyến đi này, nó không đánh chìm được mục tiêu nào.

### Chuyến tuần tra thứ ba - Bị mất
U-359 xuất phát từ cảng St. Nazaire vào ngày 29 tháng 6 cho chuyến tuần tra thứ ba, cũng là chuyến cuối cùng, và băng qua suốt Đại Tây Dương để hoạt động tại khu vực biển Caribe. Trong khi đang trên đường đi vào ngày 3 tháng 7, nó cùng tàu ngầm U-466 đang di chuyển trên mặt nước ở vị trí ngoài khơi Bồ Đào Nha khi bị một máy bay ném bom B-24 Liberator thuộc Liên đội Chống ngầm 1 Không lực Lục quân Hoa Kỳ tấn công. Ba quả bom đã được ném xuống ở khoảng giữa hai chiếc U-boat, nhưng hỏa lực phòng không từ các con tàu đã bắn rơi chiếc máy bay ném bom Hoa Kỳ, khiến toàn bộ mười thành viên đội bay đều thiệt mạng.
Đến ngày 26 tháng 7, tại vùng biển Caribe ở vị trí giữa Haiti và Jamaica, U-359 bị một thủy phi cơ PBM Mariner thuộc Liên Đội Tuần tra VP-32 Hải quân Hoa Kỳ thả mìn sâu đánh chìm tại tọa độ 18°06′B 75°00′T / 18,1°B 75°T; Toàn bộ 47 thành viên thủy thủ đoàn của U-359 đều đã tử trận.

### "Bầy sói" tham gia
U-359 từng tham gia bảy bầy sói:
- Neptun (18 – 28 tháng 2, 1943)
- Wildfang (28 tháng 2 – 5 tháng 3, 1943)
- Westmark (6 – 11 tháng 3, 1943)
- Amsel (26 tháng 4 – 3 tháng 5, 1943)
- Amsel 4 (3 – 6 tháng 5, 1943)
- Rhein (7 – 10 tháng 5, 1943)
- Elbe 2 (10 – 12 tháng 5, 1943)